# 富立大橋
富立大橋（ふりゅうおおはし）は、富山県富山市と中新川郡立山町の常願寺川の両端を結ぶ富山県道6号富山立山公園線の橋である。建設当時の仮称は『利田大橋』であった。
当橋の開通により、立山町から富山市中心部までの所要時間が12分短縮され、周辺の朝夕の慢性的な渋滞が緩和された。
開通当初は暫定2車線で供用されていたが、2024年（令和6年）3月24日に、4車線に拡幅された。これにより、それまで片側のみだった歩道も両側に設置されることになった。

## 橋データ
- 左岸 - 富山県富山市藤木[7]
- 右岸 - 富山県中新川郡立山町利田[7]
- 橋の構造 - 鋼7径間連続非合成鈑桁橋[6]
- 全長 - 509 m[2]
  - 支間割 - 751.3 m[6]
- 幅員 - 23.0 m[3]（暫定2車線時は11 m[2]）
- 鋼重 - 1,149 t[6]
- 設計速度 - 60 km/h[3]
- 総事業費 - 約25億円[5]

## 沿革
- 2001年（平成13年）1月 - 着工[1]。
- 2004年（平成16年）
  - 7月23日 - 名称が『富立大橋』に決定[8]。
  - 12月 - 完工[6]。
- 2005年（平成17年）3月28日 - 暫定2車線で開通・竣工式。同日15時より一般開放[5]。
- 2015年（平成27年）度 - 4車線化事業に着手[7]。
- 2024年（令和6年）3月23日 - 4車線化工事が完了し、開通式を挙行（同年3月24日供用開始）[3]。